# Kriegerdenkmal

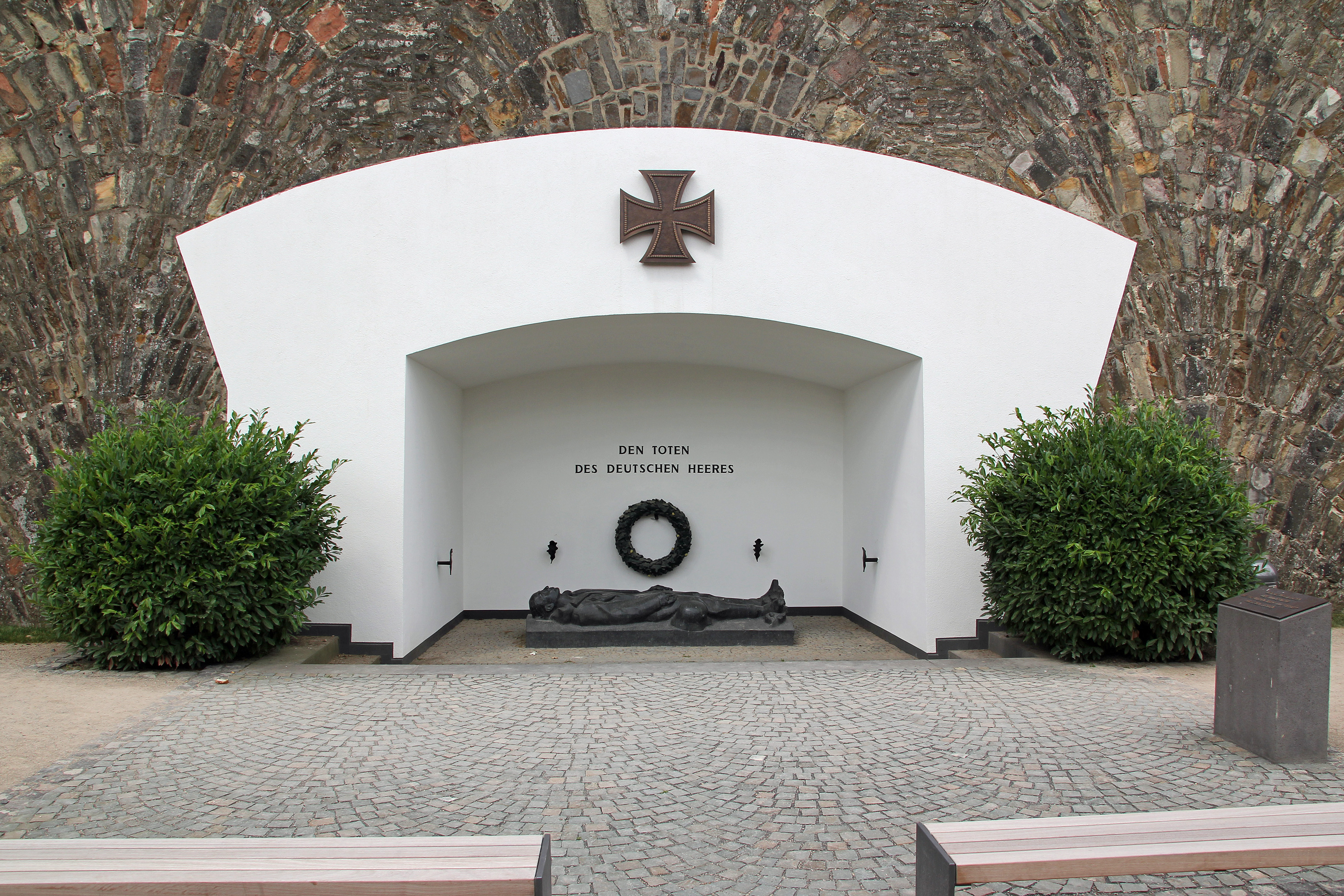
Ehrenmal des Deutschen Heeres in Koblenz

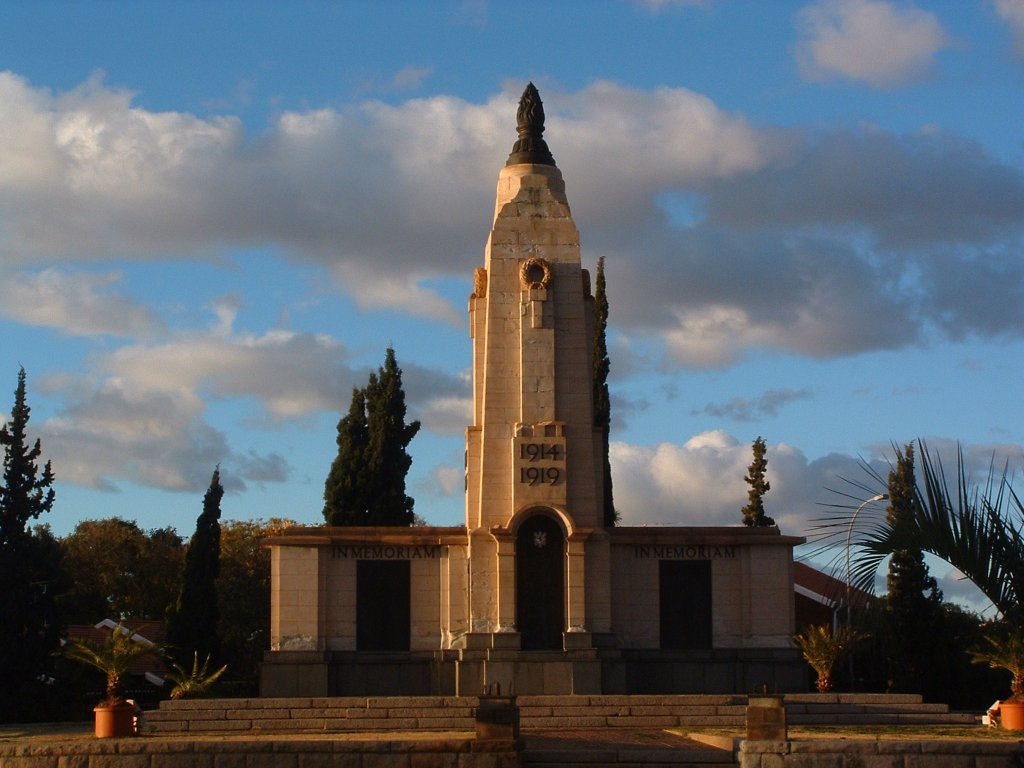
World War I Memorial in Kimberley (Südafrika)

Ein Kriegerdenkmal oder Gefallenendenkmal erinnert an die im Krieg ums Leben gekommenen Soldaten einer Nation, einer Schlacht, eines bestimmten Wohnortes oder militärischen Truppenteils. Kriegerdenkmäler – manchmal auch Ehrenmale genannt – gehören in vielen Ländern zum Stadt- und Landschaftsbild. In Mitteleuropa sind besonders Denkmäler für die Gefallenen des Ersten Weltkriegs verbreitet. Viele davon wurden um Gedenkinschriften zu den Gefallenen des Zweiten Weltkriegs erweitert.

## Entstehung der Kriegerdenkmäler
Kriegerdenkmale, die nicht nur an Feldherren oder Offiziere, sondern auch an einfache Soldaten erinnern, entstanden nach der Französischen Revolution mit der Levée en masse. In Deutschland haben sie seit den Befreiungskriegen große Bedeutung. Eine Nebenform bilden Schlachtendenkmäler, welche den Tod namentlich ausgewiesener oder anonymer Soldaten veranschaulichen, wie etwa das Winkelrieddenkmal (1865) in Stans oder das St. Jakobs-Denkmal (1872) in Basel, beide von Ferdinand Schlöth.
Die Funktion eines Kriegerdenkmals ist vielfältig. Es soll die Angehörigen trösten, indem es dem Tod ihrer Verwandten einen Sinn verleiht, es soll die Überlebenden auf das Vorbild der Opfer verpflichten und den Staat und seine Ideale repräsentieren. Deshalb gab es um die Aufstellung von Kriegerdenkmalen auch häufig Konflikte. Verschiedene gesellschaftliche Gruppen versuchen noch heute, ihr Verständnis von Krieg und Gesellschaft in den Vordergrund zu stellen. Zu den vielen Stichworten gehören Dankbarkeit, Trauer, Totenkult, Helden, Nation, Volk und Freiheit.

## Kriegerdenkmäler in Deutschland

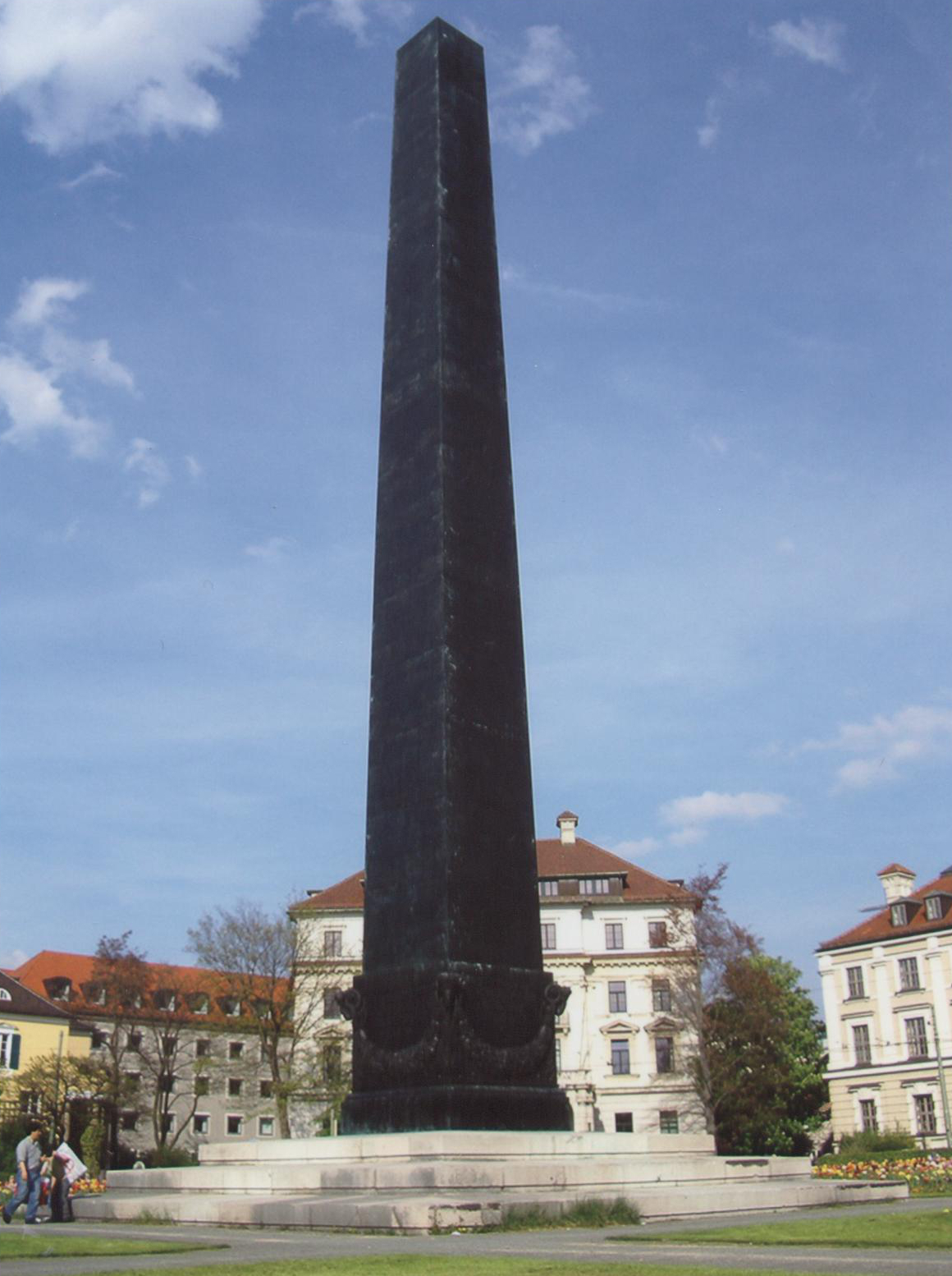
Obelisk am Karolinenplatz, München (1833)

In Deutschland sollen sich, Gedenktafeln inbegriffen, über 100.000 Kriegerdenkmäler befinden. Die ältesten Kriegerdenkmale im heutigen Sinne dürften einige Gedenktafeln für in den napoleonischen Kriegen gefallene Einwohner darstellen. Nachdem Friedrich Wilhelm III. am 10. März 1813 mit der Stiftung des Eisernen Kreuzes erstmals einen Orden schuf, dessen Verleihung unabhängig von Stand und Dienstgrad war, also erstmals auch dem einfachen Soldaten verliehen werden konnte, erließ er am 5. Mai 1813 die „Verordnung über die Stiftung eines bleibenden Denkmals für die, so im Kampfe für Unabhängigkeit und Vaterland blieben.“ In ihr heißt es u. a.:

„§. 1. Jeder Krieger, der den Tod für das Vaterland in Ausübung einer Heldenthat findet, die ihm nach dem einstimmigen Zeugnis seiner Vorgesetzten und Kameraden den Orden des eisernen Kreuzes erworben haben würde, soll durch ein auf Kosten des Staats in der Regimentskirche zu errichtendes Denkmal auch nach seinem Tode geehrt werden. […] §. 3. Außerdem soll für Alle, die auf dem Bette der Ehre starben, in jeder Kirche eine Tafel auf Kosten der Gemeinden errichtet werden, mit der Aufschrift: Aus diesem Kirchspiele starben für König und Vaterland; unter dieser Aufschrift werden die Namen aller zu dem Kirchspiel gehörig gewesenen Gefallenen eingeschrieben. Oben an die, welche das eiserne Kreuz erhalten, oder desselben würdig gewesen wären.“
Eine große und in ganz Deutschland vertretene Zahl von Kriegerdenkmälern wurde erstmals zur Erinnerung an Kriegsteilnehmer des Deutsch-Französischen Krieges 1870/71 errichtet, wobei in den Regionen, die vom Deutsch-Dänischen Krieg 1864 und vom Preußisch-Österreichischen Krieg 1866 betroffen waren, auf den Denkmälern auch oft der Teilnehmer dieser Kriege gedacht wurde. Spätere Kriegerdenkmäler des Ersten Weltkriegs würdigen meist nur noch die gefallenen Soldaten des jeweiligen Ortes, und die des Zweiten Weltkriegs meist zivile und militärische Opfer.
Auf vielen Kriegerdenkmälern werden die Gefallenen und Vermissten eines Ortes oder der politischen Gemeinde einzeln namentlich genannt – das sind die Kriegerdenkmäler im Wortsinn. Wenn auf den Denkmälern lediglich ein Widmungstext ohne Namensnennung der Gefallenen zu finden ist, handelt es sich streng genommen um kein Kriegerdenkmal, sondern um Mahnmale, Regiment-Ehrenmale u. Ä. In größeren Städten, wo die genaue Ermittlung der Namen aller Kriegsteilnehmer der Stadt sehr kompliziert oder unmöglich war, finden sich selten Denkmale mit Namenslisten.
Die vorwiegend verwendeten Baumaterialien wie Bronze, Granit, Marmor, Findlinge u. a. drücken bereits den Wunsch nach der Dauerhaftigkeit eines Denkmals aus. Die Denkmalsinschriften verweisen bei den bis 1945 entstandenen Denkmälern oft auf die Tugenden der gefallenen Soldaten: Tapferkeit, Mut, Vaterlandsliebe, Treue, Opferbereitschaft, Kameradschaft und Pflichterfüllung bis in den Tod. Dagegen wurde nach dem Zweiten Weltkrieg mehr die Rolle der Gefallenen als Kriegsopfer betont und dem Denkmal die Rolle eines Mahnmals für den Frieden zugedacht.

### Kriegerdenkmäler 1864, 1866 und 1870/71
Viele Kriegerdenkmäler nach den Einigungskriegen 1864, 1866 und 1870/71 (Deutsch-Französischer Krieg) haben weniger die Ehrung der Gefallenen, als vielmehr aller (auch der überlebenden) Kriegsteilnehmer zum Inhalt. Nach der Reichsgründung und dem gewonnenen Deutsch-Französischen Krieg werden die mit den Ehrenmalen bedachten Soldaten häufig in den Inschriften als „siegreiche Helden“ bezeichnet. Orte, die Kriegsteilnehmer entsandt hatten, gedachten ihrer Veteranen und Gefallenen häufig mit Denkmälern an zentralen öffentlichen Orten, beispielsweise am Rathaus, am Schulhaus, auf dem Marktplatz, im Stadtgarten usw. Die Denkmale wurden von Kriegervereinen und den Gemeinden gestiftet.
Dem damaligen nationalen Selbstverständnis zufolge zieren solche Ehrenmale oft die Nike (gr.) bzw. Victoria (lat.), Germania, oder Adler mit ausgebreiteten Schwingen, auch der Obelisk als uraltes Siegeszeichen ist häufig anzutreffen. Reine Toten-Ehrenmale weisen oft übertrieben schmuckvolle Sarkophag-, Aufbahrungs- oder Urnen-Darstellungen auf, die einem Staatsbegräbnis gerecht würden, aber nichts mit der tatsächlichen Beisetzungssituation zu tun haben. Die Darstellung soldatischer Figuren geschah auf den Ehrenmalen 1870/71 nur sehr selten.
Der Aufstellung von Denkmälern kam ein Gesetz von 1890 entgegen, das die Befugnis zur Errichtung von Denkmälern auf die Gemeinden übertrug. Danach wurden zahlreiche neue Ehrenmale für 1870/71 errichtet, insbesondere zu Jahrestagen des Sieges über Frankreich (Sedantag), wie dem 25sten Jubiläum 1896 oder dem 40sten Jubiläum 1911. Die Industrialisierung hatte inzwischen viele Gemeinden zu Geld kommen lassen, die überlebenden Veteranen waren nun im gesetzten Alter und setzten sich hiermit oft auch selbst ein Denkmal. Gleichzeitig sind viele nach 1900 errichtete Denkmäler für 1870/71 auch Zeichen der Militarisierung, die die Gesellschaft unter Kaiser Wilhelm II. erfuhr.

### Kriegerdenkmäler 1914/18

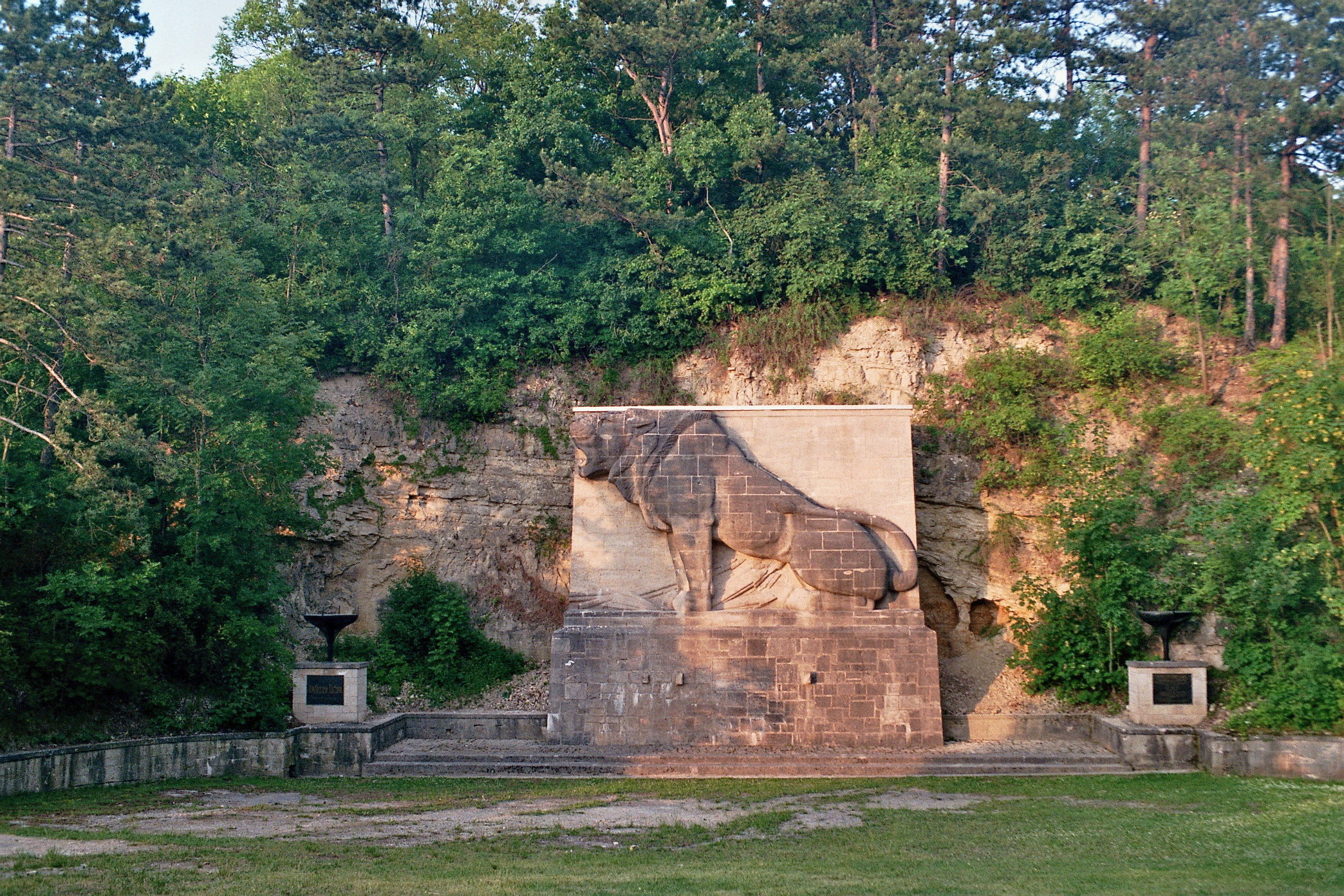
Löwendenkmal, studentisches Weltkriegsdenkmal

#### Errichtet bis 1933
Durch die ungleich höhere Zahl an Opfern, die der Erste Weltkrieg im Vergleich mit den vorangegangenen Kriegen gefordert hatte, stand in den Ehrenmälern für die Soldaten 1914–1918 zunächst das Totengedenken im Mittelpunkt. Stifter waren vielerorts die Gemeinden oder Kirchengemeinden und nur noch selten Kriegervereine. Die Denkmäler befinden sich darum auch zumeist an oder in Kirchen und beschränken sich auch oft auf die Auflistung der Namen der Gefallenen. Da nicht nur der Krieg verloren, sondern auch das Kaiserreich untergegangen und die alte Armee aufgelöst worden war, weisen die Denkmäler üblicherweise keine nationalen Symbole auf, vielmehr zeigen sie Eisernes Kreuz, Eichenlaub, Schwert und Stahlhelm sowie christliche Symbolik. Der Obelisk oder die Säule als Siegessymbol sind seltener anzutreffen. Figürliche Darstellungen zeigen bei Denkmälern um 1920 häufig mittelalterliche Figuren, später sterbende und trauernde Krieger.
Hierbei ist zu beobachten, dass mit zunehmender Größe der Gemeinde (Stadt) die Wahrscheinlichkeit sinkt, dass ein Namensdenkmal vorhanden ist. Während fast in jedem Dorf in Deutschland und in Österreich heute noch an die Gefallenen der beiden Weltkriege erinnert wird, findet man in praktisch keiner Großstadt ein derartiges Gesamtdenkmal. Anstelle dessen wurden für einige Städte wie Nürnberg, Stuttgart oder Würzburg „Gedenkbücher“ herausgegeben. Das wohl umfangreichste deutsche Großstadt-Gesamtdenkmal war das im Zweiten Weltkrieg beschädigte und nicht mehr im Ursprungszustand hergestellte Münchener Kriegerdenkmal mit 13.000 Namen. Das Ehrenmal für die im Ersten Weltkrieg gefallenen Bremer dürfte das größte noch bestehende Namensdenkmal in Deutschland sein. Abgesehen von politischen Vorbehalten bereits in den 1920er Jahren stand in größeren Gemeinden der Errichtung von Denkmälern die Kostenfrage entgegen und/oder man scheute den Arbeitsaufwand für die Ermittlung der vielen Namen.
Bereits im Verlauf der 1920er Jahre setzte bei nachträglich errichteten Kriegerdenkmalen ein Trend zur vermehrten Darstellung figürlicher Szenen ein. Die Darstellungen wurden nun jedoch häufig antikisiert, d. h., sie zeigten idealtypische, oft auch nackte Kämpfer, die stellenweise die heroisierende Darstellung von Kriegern während der wenig später anbrechenden NS-Zeit vorwegnahmen. Dennoch gibt es auch hier bemerkenswerte Ausnahmen, etwa das 1929 in Golzheim errichtete Ehrenmal, in dessen Zentrum sich die Plastik einer Friedenstaube mit Ölzweig befindet. Auch das Kriegerdenkmal der SpVgg Fürth, welches 1923 zu Ehren der 144 gefallenen Vereinsmitglieder eingeweiht wurde, stellt eine Besonderheit dar. Es ist das weltweit einzige, welches in Form eines Fußballs gehalten wurde und aus zwei Granithälften zusammengesetzt ist. Es ist etwa zwei mal drei Meter groß und enthält eine Kassette mit zeitgenössischen Gegenständen, wie etwa Münzen und Zeitungsausschnitten sowie eine Liste mit den Namen der gefallenen Vereinsmitglieder. Auch an deutschen Hochschulen wurden derartige Denkmäler errichtet, z. B. das Löwendenkmal der Universität Leipzig.
Vor allem der Arbeiterbewegung nahestehende Organisationen versuchten, der teilweise kriegsverherrlichenden Ausdrucksform vieler deutscher Kriegsdenkmäler das Motto Nie wieder Krieg entgegenzusetzen. Ein Beispiel ist das vom Arbeiterturnverein Benningen für seine im Ersten Weltkrieg gefallenen Mitgliedern 1928 errichtete Denkmal, das neben den üblichen Namenstafeln die Inschrift Nie wieder Krieg im Denkmalssockel enthält.

#### Errichtet nach 1933

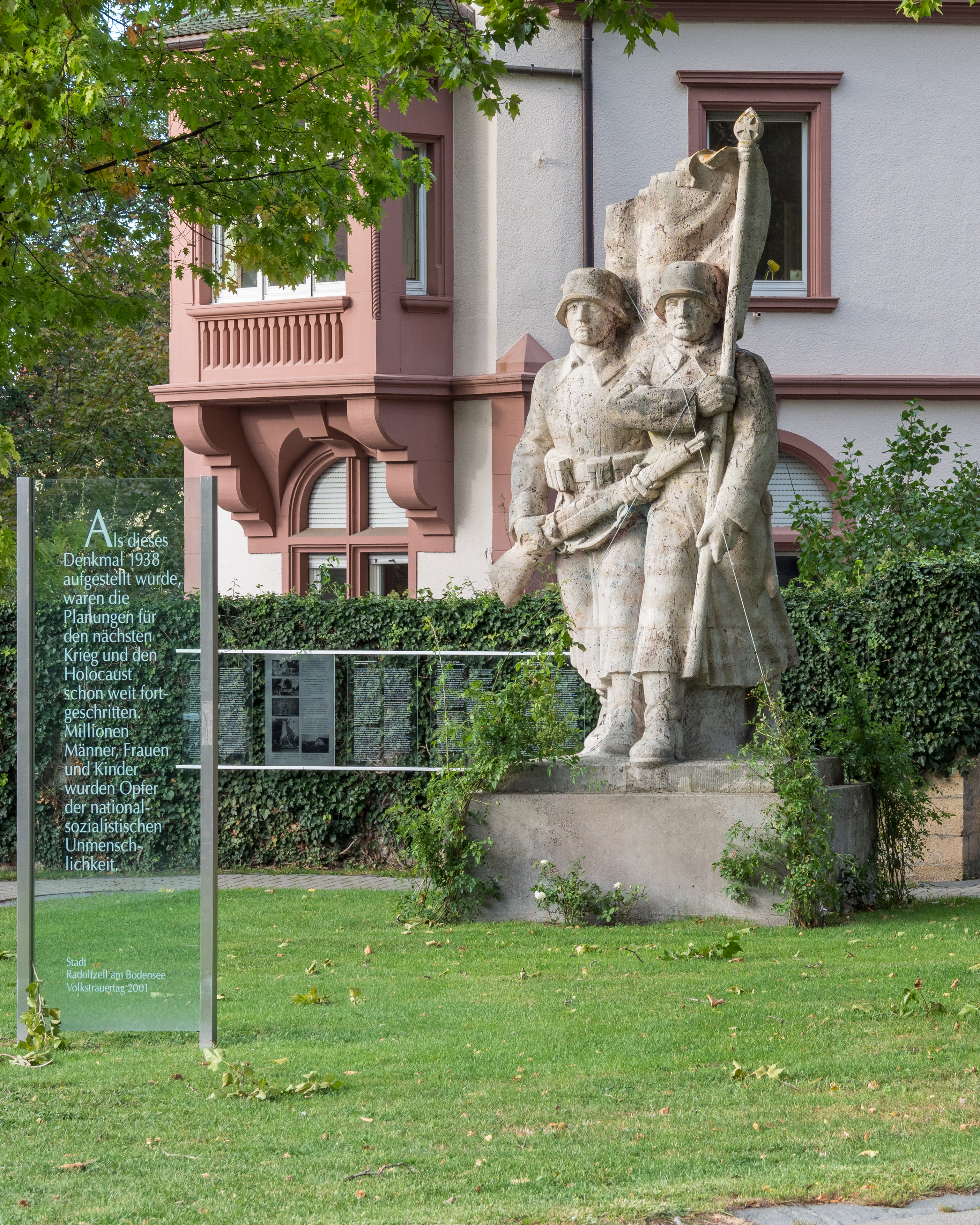
1938er Kriegerdenkmal in Radolfzell am Bodensee, mit erklärender Stele davor

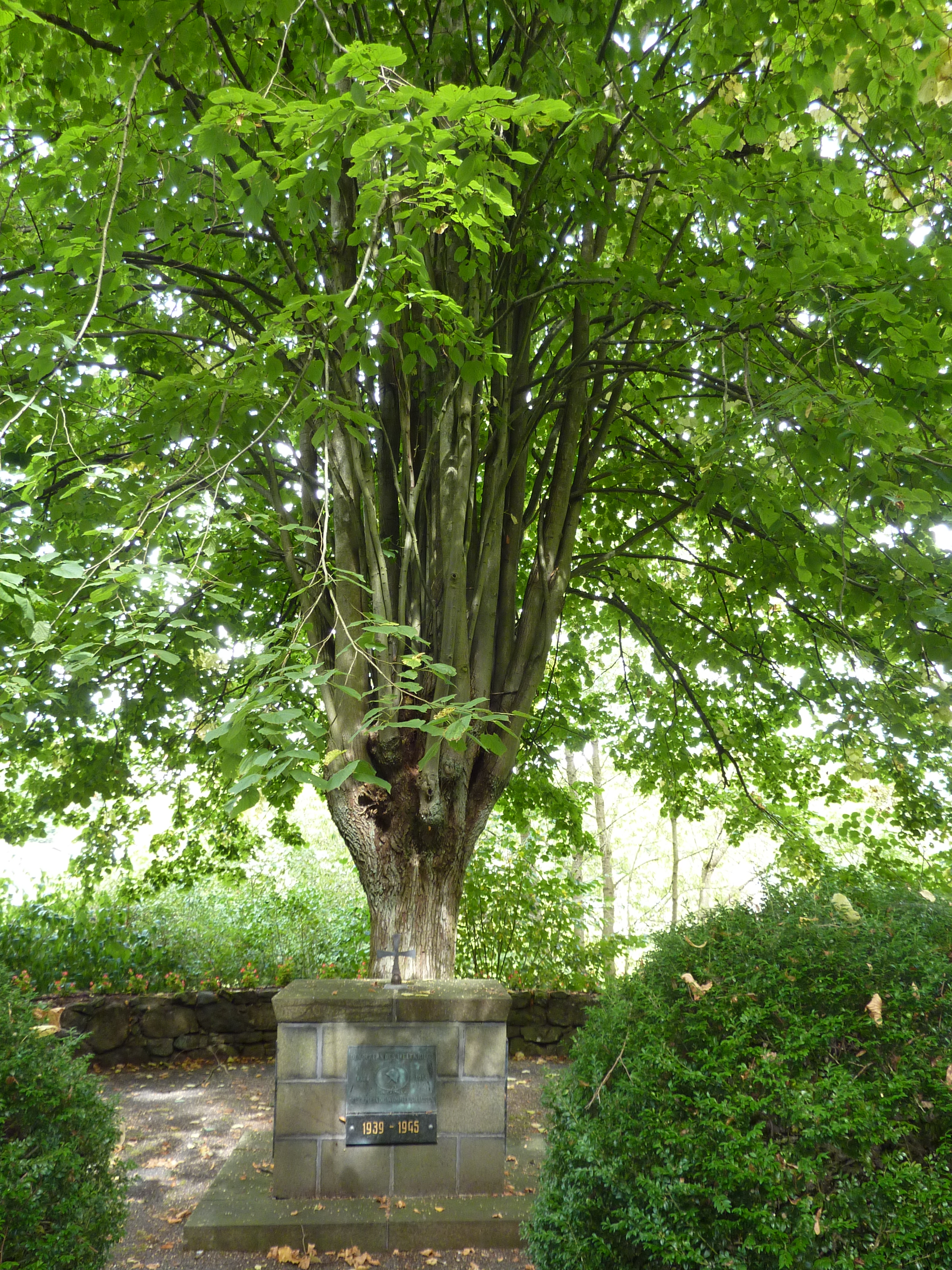
Dörfliches Gefallenenehrenmal Wommelshausen, eingeweiht 22. Oktober 1933

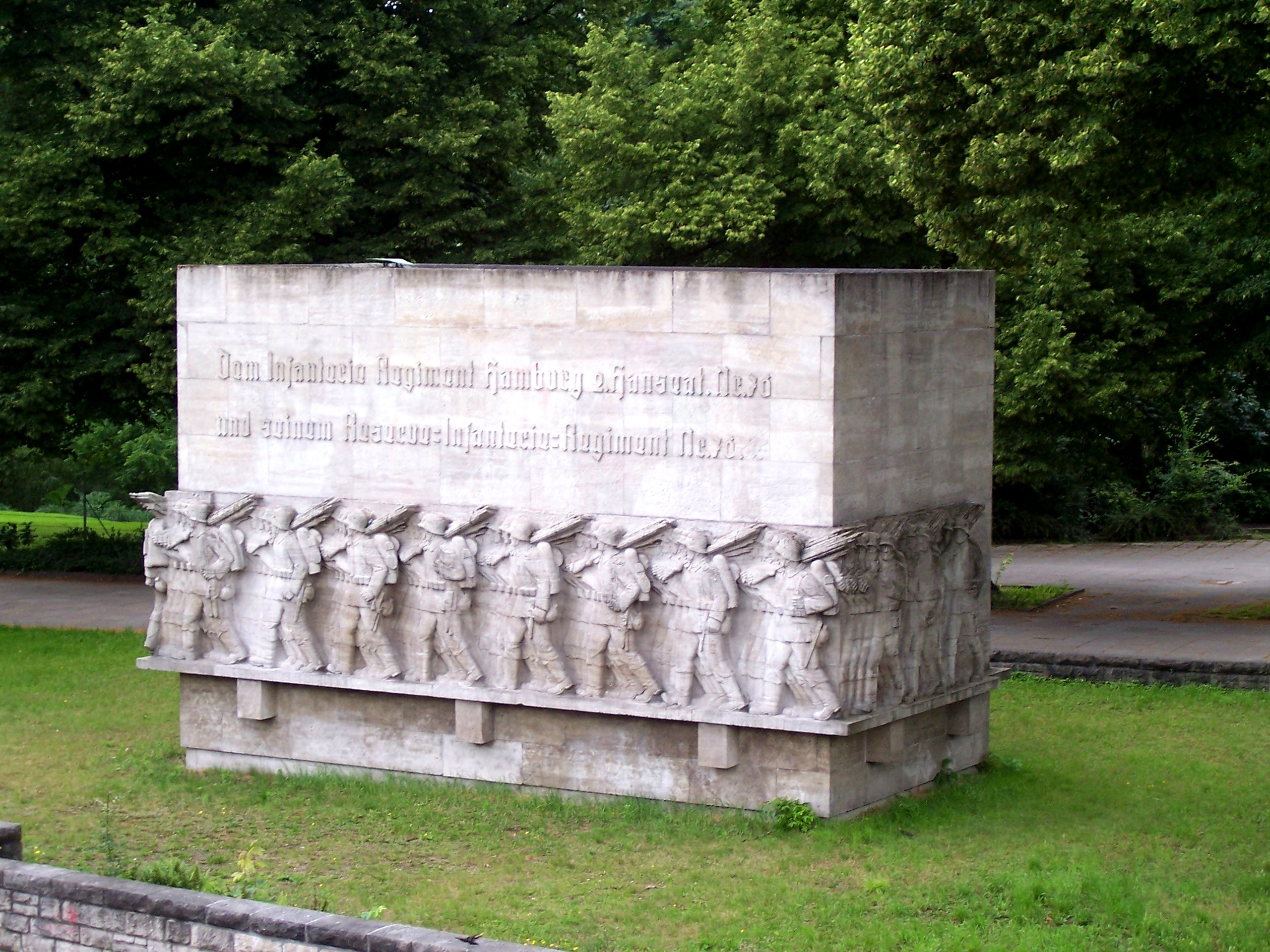
Das Kriegerdenkmal am Dammtordamm aus dem Jahr 1936

Nach 1933 errichtete Kriegsdenkmäler für 1914–1918 rückten die Forderung nach Opferbereitschaft in den Mittelpunkt. Die verwendete Symbolik stellt Kampfbereitschaft, Mut und Siegesgewissheit dar; so sind nach 1933 auch wieder verstärkt Siegessymbole wie Säulen, Adler, Schwerter (Lindhoopdenkmal in Kirchlinteln) und Flammen zu finden, mitunter auch heroische Kampfdarstellungen, aber auch ganz schlichte in Dörfern.
Viele der Denkmale wie das Hamburger Kriegerdenkmal am Dammtordamm zeigen (Soldaten-)Figuren im Stil der Zeit, die eine steingewordene Ehrenwache darzustellen scheinen. Die Denkmale wurden wiederum vermehrt an zentralen Orten und abseits von Kirchen errichtet, um das „Heldengedenken“ von christlichen Traueraspekten zu lösen und stärker ins Blickfeld der Öffentlichkeit zu rücken. Eine monumentale Bauform war die Totenburg.
In der Zeit des Nationalsozialismus wurde für die Welthauptstadt Germania ein gigantomanischer Triumphbogen geplant. Er sollte die Namen der etwa zwei Millionen im Ersten Weltkrieg gefallenen Deutschen tragen. Aus der Vorbereitungsphase des Projekts ist der Schwerbelastungskörper erhalten.

### Kriegerdenkmäler 1939/45

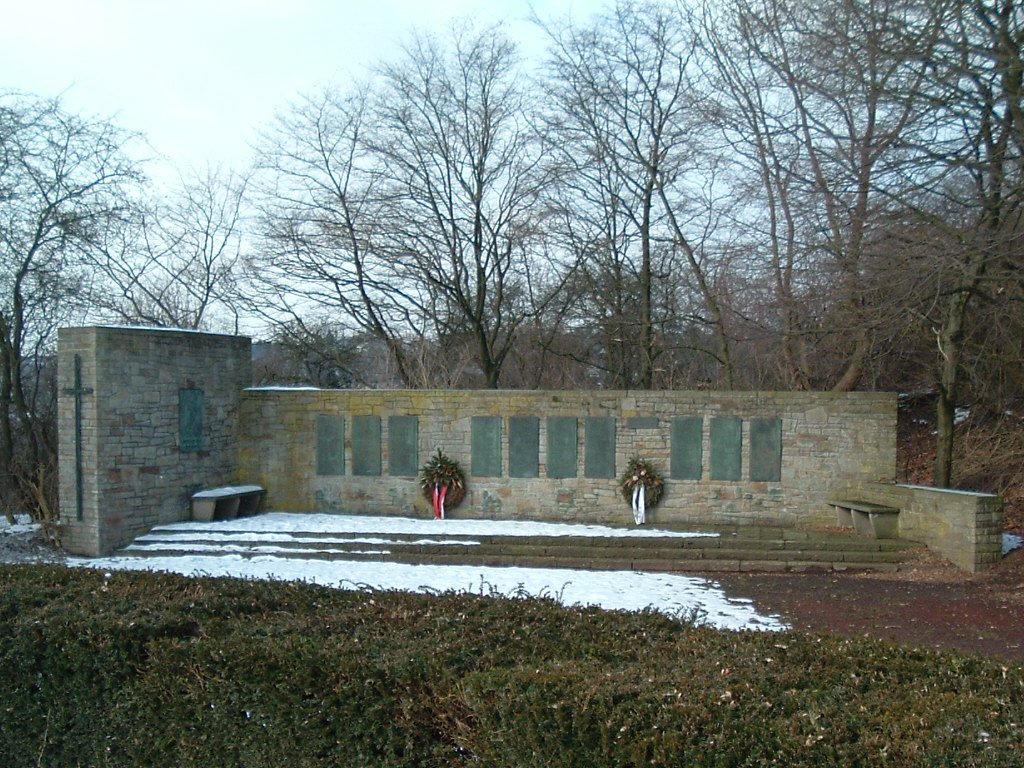
Kriegerdenkmal 1939–1945 in Volmarstein mit schlichtem Kreuz

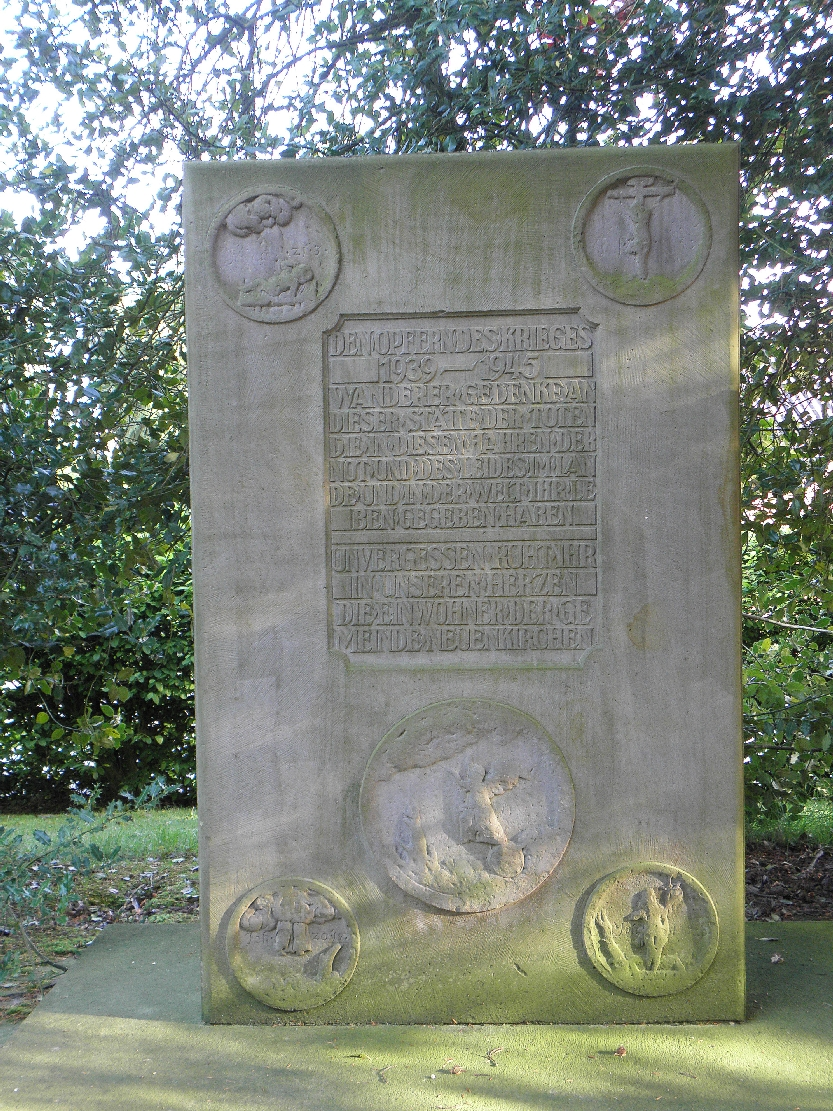
Beispiel für ein Mahnmal ohne Namensnennungen in Neuenkirchen (Land Hadeln)

Im Zweiten Weltkrieg nahm der Anteil ziviler Opfer an den Gesamtverlusten enorme Ausmaße an (siehe Tote des Zweiten Weltkrieges). Auch aufgrund der politischen Diskussion und des Pazifismus der Nachkriegszeit wurden Denkmäler daher zumeist nicht allein den Soldaten, sondern allen Opfern des Krieges gewidmet, wobei man überwiegend auf die Nennung der einzelnen Namen verzichtete. Die chaotische Nachkriegszeit in Deutschland mit Millionen Heimatvertriebenen und Vermissten hätte eine genaue Erfassung aller Namen in größeren Städten ohnehin unmöglich gemacht. Reine Kriegerdenkmäler wurden deshalb nur vereinzelt neu errichtet. Häufiger wurden Kriegerdenkmäler für 1914–1918 um die Namen der Toten 1939–1945 ergänzt. Bei nach 1945 neu errichteten Kriegerdenkmälern sind oft christliche Symbole wie das Kreuz und die Pietà oder Palmzweige vorzufinden, die Anlagen wirken durch ihre Architektur häufig auch tempelartig.
In der sowjetischen Besatzungszone und der späteren DDR war an deutsche Kriegerdenkmäler für 1939–1945 nicht zu denken. Stattdessen verfügte der Alliierte Kontrollrat in seiner Direktive Nr. 30 die Beseitigung aller deutschen Denkmäler und Museen militärischen Charakters:

„Von dem Zeitpunkt des Inkrafttretens dieser Direktive an ist es untersagt und als gesetzwidrig erklärt die Planung, der Entwurf, die Errichtung, die Aufstellung oder die sonstige Zurschaustellung von Gedenksteinen, Denkmälern, Plakaten, Statuen, Bauwerken, Straßen- oder Landstraßenschildern, Wahrzeichen, Gedenktafeln oder Abzeichen, die darauf abzielen, die deutsche militärische Tradition zu bewahren oder die Erinnerung an die nationalsozialistische Partei aufrechtzuerhalten, oder ihrem Wesen nach in der Verherrlichung von kriegerischen Ereignissen bestehen […]“

In dieser Direktive wurde zugleich verlangt, bestehende Denkmale bis zum 1. Januar 1947 zu beseitigen, wobei Anlagen von wesentlichem Nutzen für die Allgemeinheit oder von großem architektonischen Wert ausgenommen waren. In einer am 12. Juli 1946 veröffentlichten Ergänzung dieser Verordnung wurden Gedenksteine, die zum Andenken an Verstorbene regulärer Einheiten errichtet wurden, als zu erhalten festgelegt, wobei Änderungen an der Gestaltung (z. B. durch Entfernung militaristischer Symbole und Inschriften) vorgeschlagen wurden. Entgegen diesen Festlegungen kam es jedoch vor allem in der unmittelbaren Nachkriegszeit zu „wilden“ Beseitigungen von Kriegerdenkmalen ohne behördliches Mitwirken.
Vielerorts wurden hingegen Ehrenmale für sowjetische Soldaten errichtet. Erstes auf deutschem Boden war das am 25. November 1945 eingeweihte Sowjetische Ehrenmal in Dresden.
In den ehemaligen deutschen Ostgebieten wurden nach der Flucht und Vertreibung der Deutschen nach 1945 unzählige Denkmäler geschleift oder umgewidmet.
Die größten Ehrenmale in Deutschland für die Gefallenen des Zweiten Weltkrieges sind das Marine-Ehrenmal Laboe bei Kiel (allerdings bereits für den Ersten Weltkrieg errichtet und dann in seinem Bedeutungsgehalt erweitert) und das Sowjetische Ehrenmal im Treptower Park. Das vergleichsweise schlichte Ehrenmal des Deutschen Heeres befindet sich in der Festung Ehrenbreitstein. Koblenz war jahrzehntelang die größte Garnison der Bundeswehr. Das zentrale Ehrenmal der Luftwaffe befindet sich am Standort der Offizierschule der Luftwaffe in der Nähe des Fliegerhorsts der Luftwaffe in Fürstenfeldbruck. Es handelt sich hier jedoch nicht um ein reines Kriegerdenkmal im engeren Sinn, sondern erinnert sowohl an zivile als auch an militärische Opfer der Luftfahrt in Krieg und Frieden.

### Ehrenmal der Bundeswehr

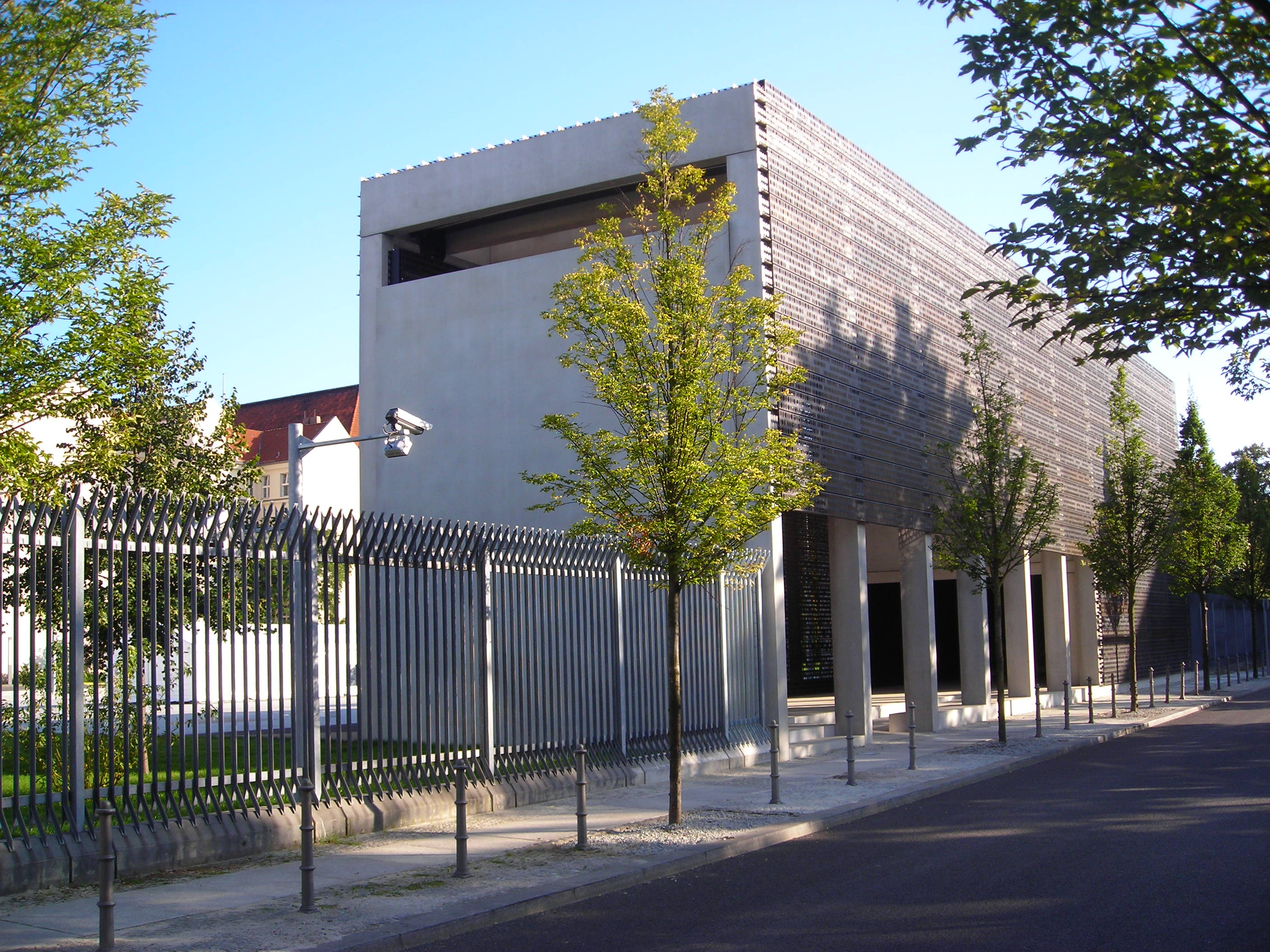
Ehrenmal der Bundeswehr in Berlin

Am Berliner Dienstsitz des Bundesministeriums der Verteidigung auf dem Gelände des Bendlerblocks wurde ein Ehrenmal für die im Dienst getöteten Angehörigen der Bundeswehr errichtet. Der Grundstein für die Gedenkstätte wurde am 27. November 2008 am östlichen Rand der Hildebrandstraße gelegt, das fertige Ehrenmal am 8. September 2009 durch Bundespräsident Horst Köhler eingeweiht. Es ist ein Stahlbetonquader von 32 Metern Länge, acht Metern Breite und zehn Metern Höhe. Er ist mit einer durchbrochenen Bronzehülle verhängt, deren Struktur an die im Todesfall halbierten Erkennungsmarken der Soldaten erinnert. In dem Raum der Stille (Cella) werden für jeweils etwa fünf Sekunden Namen von über 3100 im Dienst ums Leben gekommener Soldaten an die Wand projiziert. Damit ähnelt es einer Videoinstallation und unterscheidet sich von traditionellen Kriegerdenkmälern, bei denen die Namen in Stein gemeißelt werden. Dadurch soll Heldenverehrung vermieden und stattdessen die Vergänglichkeit des Lebens und Individualität des Todes betont werden. Das Denkmal ist direkt an den öffentlichen Raum angebunden und öffentlich zugänglich.
Die drei Teilstreitkräfte besitzen eigene Ehrenmale:
- Das Ehrenmal des Deutschen Heeres auf der Festung Ehrenbreitstein in Koblenz
- das Marine-Ehrenmal Laboe in Laboe und das U-Boot-Ehrenmal Möltenort
- das Ehrenmal der Luftwaffe vor dem Fliegerhorst Fürstenfeldbruck

## DDR

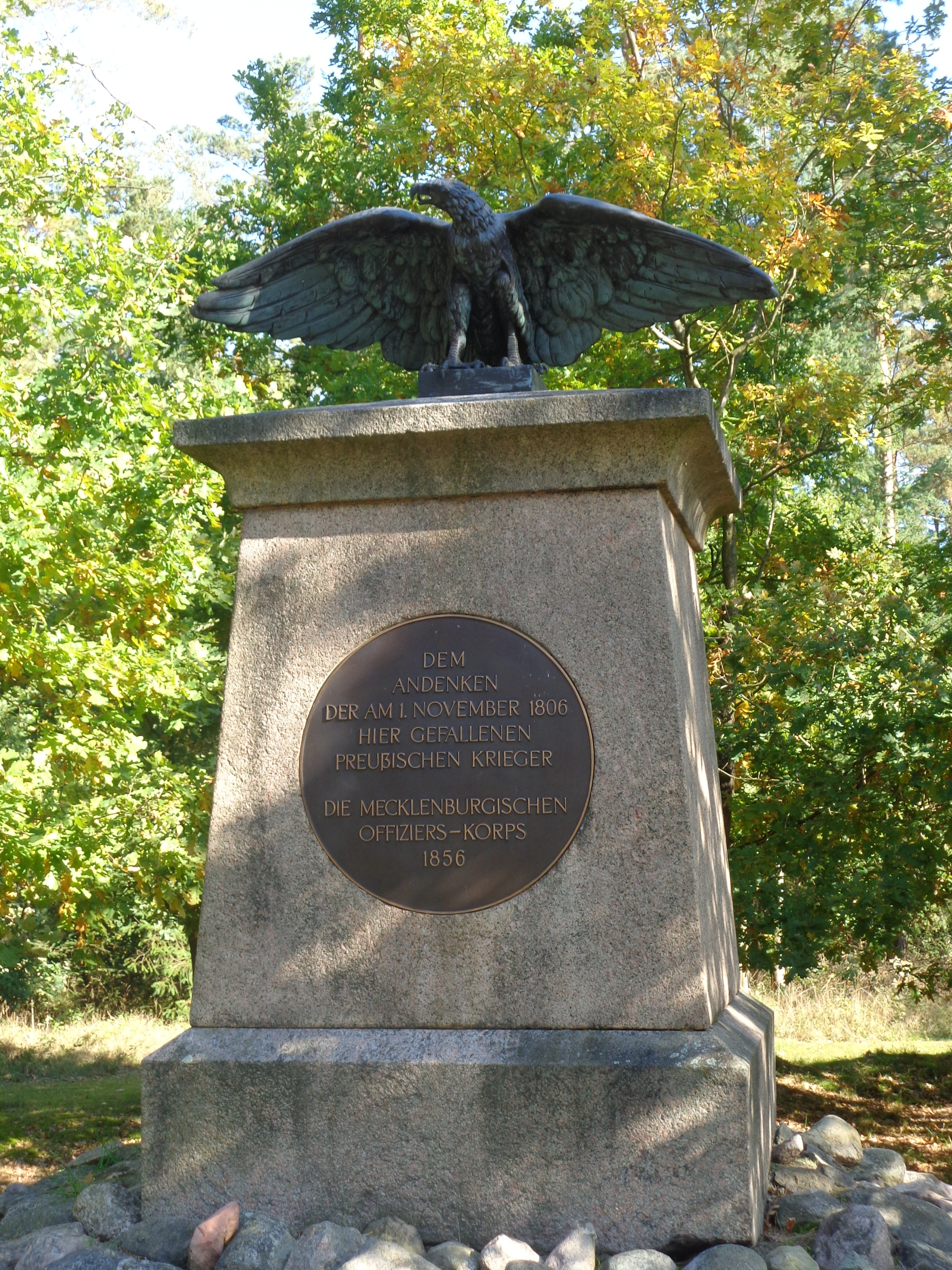
Kriegerdenkmal Nossentin 1806

Einige Städte und Gemeinden mit Kriegerdenkmalen:
- Albertstadt
- Arnsdorf
- Ballenstedt[8]
- Bernau bei Berlin
- Bischofswerda[9]
- Burg (bei Magdeburg)
- Eiche (Ahrensfelde)[10]
- Friedenswarte (Brandenburg an der Havel)
- Jävenitz
- Griefstedt
- Stadt Gröbzig
- Hohennauen[11]
- Ihleburg *
- Nitzahn[12]
- Plauen#Gedenkorte und Grabstätten
- Rostock
- Schlaitz
- Torgau
- Vacha[13]
- Weimar[14]
- Wörbzig
- Wusterhausen/Dosse[15]
- Zitzschen[16]
- Zootzen (Fürstenberg/Havel)

## Österreich

### Bis zum Ersten Weltkrieg
Für die Gefallenen der Schlacht bei Aspern von Joseph Kornhäusel als „Tempel des Kriegsruhms“ im Jahr 1813 der Husarentempel bei Mödling errichtet.
In Erinnerung an die Gefallenen Soldaten der Völkerschlacht bei Leipzig wurde von Soldaten der kaiserlich-österreichischen Armee das Heldentor auf der Wiener Ringstraße (Burgring) nach Plänen von Peter von Nobile und Luigi Cagnola gebaut.
1849 wurde die Gedenkstätte Heldenberg errichtet.
Ebenfalls in Erinnerung an die Schlacht bei Aspern wurde von Anton Dominik von Fernkorn der Löwe von Aspern geschaffen.
Die Ruhmeshalle des Wiener Heeresgeschichtlichen Museums (damals k.k. Hofwaffenmuseum) wurde von Theophil von Hansen und Kaiser Franz Joseph I. als die Gedenkstätte für die Kaiserliche Armee (in weiterer Folge für die k.u.k.-Armee) konzipiert. So befinden sich auf den Wänden der Ruhmeshalle mehrere Marmortafeln, auf denen die Namen von über 500 Offizieren (von Oberst bis General der kaiserlichen Armee vom Beginn des Dreißigjährigen Krieges 1618 bis zum Ende des Ersten Weltkrieges 1918) mit Ort und Jahr ihres Todes vermerkt sind.

### Seit dem Ersten Weltkrieg
In Österreich stehen in vielen Ortschaften auf dem Hauptplatz, bei der Kirche oder auf dem Friedhof Kriegerdenkmäler, die an die Gefallenen beider Weltkriege erinnern sollen. Hier sind meist die aus der jeweiligen Ortschaft stammenden Gefallenen mit Namen, Todesdatum und -land eingetragen. In seltenen Fällen gehören zu diesen Denkmälern Fotogalerien.
Die ersten dieser Denkmäler entstanden bereits im Laufe des Ersten Weltkrieges. 1915 wurden auf Grund der hohen Opferzahl Leitlinien zur Errichtung von Gefallenendenkmälern erstellt. So wurden von den Lehrern am Österreichischen Museum für Kunst und Industrie und dem k.k. Gewerbeförderungsverein, beispielsweise von Josef Hoffmann, Franz Barwig und Oskar Strnad, Kriegerdenkmäler entworfen.

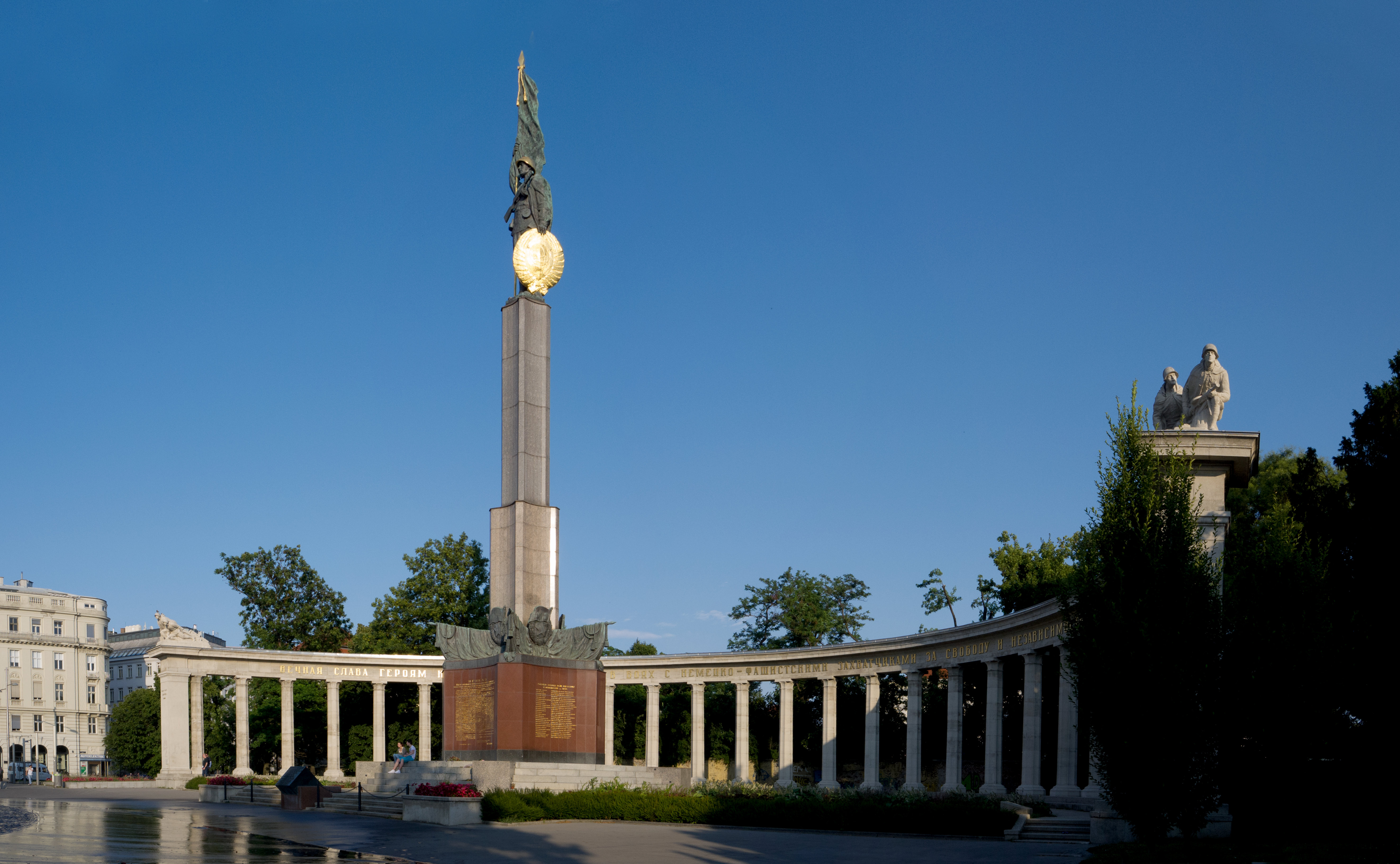
Heldendenkmal der Roten Armee in Wien

## Schweiz

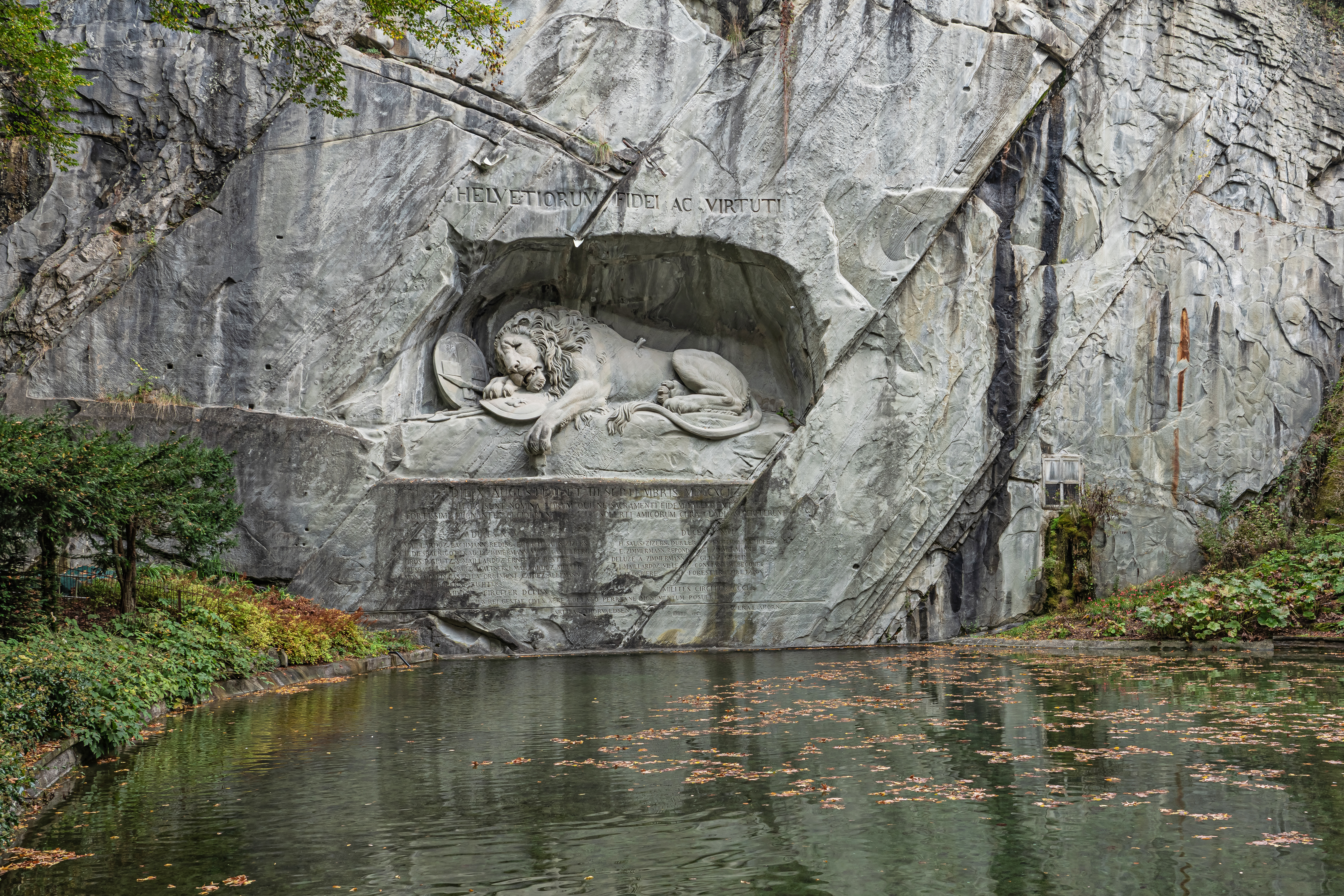
Löwendenkmal Luzern

In der seit der Zunahme der Aufstellung von Kriegerdenkmälern im 19. Jahrhundert neutralen Schweiz gibt es naturgemäß nur wenige Kriegerdenkmäler. Beispiele sind das Löwendenkmal Luzern und das Suworow-Denkmal auf dem Gotthardpass.

## Frankreich

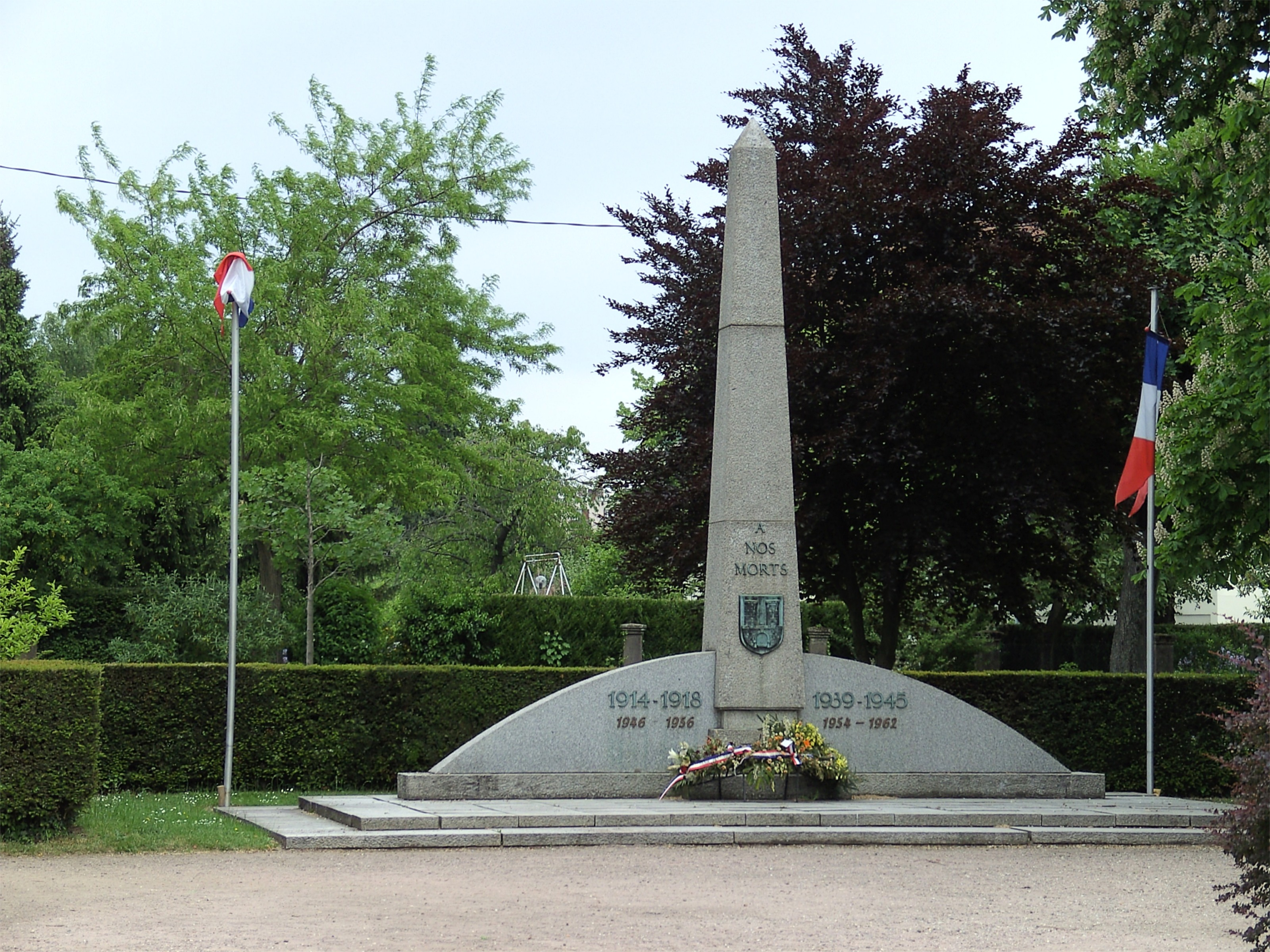
Wissembourg

In ganz Frankreich wurden Denkmäler errichtet, vor allem in den 1920er Jahren für die Gefallenen des Ersten Weltkriegs. Anders als in Deutschland wurden auch in vielen größeren Gemeinden (Städten, z. B. in Paris mit den livres d'or in den Bezirksrathäusern und dem Monument aux morts virtuel des Parisiens) teilweise sehr umfangreiche Gedenkorte geschaffen, sehr oft in der Form eines steinernen Denkmals (Goldene Gedenkbücher, Mauer, Obelisk) an zentralem Ort.
Ein beachtlicher Anteil der Denkmäler der 1920er Jahre hat eine ausdrücklich pazifistische bzw. antimilitaristische Tendenz.
Eine besondere Problematik des Gedenkens ergab sich in den Gebieten von Elsass und Lothringen, die 1871–1919 als Reichsland Elsaß-Lothringen bzw. 1940–1945 als Gau Baden-Elsass unter deutscher Herrschaft gestanden hatten: Die Geschichte brachte es mit sich, dass die in den Kriegen (1870/71, 1914–1918 und 1939–1945) Gefallenen aus der Sicht der Nachkriegszeit meist für die jeweils „falsche Sache“ ihr Leben gelassen hatten (vgl.: Malgré-nous). Andererseits zeigt sich dann aber auch, dass mit fortschreitender Zeit der Satz einer unbekannten Elsässerin zur Richtschnur wurde: „Dann waren sie alle bloß noch Tote und keine Soldaten mehr.“, eindrücklich demonstriert am Beispiel Kriegerdenkmal Straßburg.

### Für Opfer des Deutsch-Französischen Krieges (1870–1871)
Das Kriegsgräbergesetz vom 4. April 1873 führte bereits in den 1870er Jahren zu der Errichtung von zahlreichen Denkmalen auf den Gräbern der Opfer des Deutsch-Französischen Krieges. Initiativen größeren Rahmens ergriff jedoch erst etwa zwanzig bis dreißig Jahre nach den Kriegsereignissen die private Organisation Le Souvenir français.

### Für Opfer der Kriege in Indochina (1945–1954) und Algerien (1954–1962)
In Frankreich finden sich ebenfalls Denkmäler zum Andenken an die Opfer des Indochinakrieges (1945–1954) und des Algerienkrieges (1954–1962): z. B. in Saverne und Obernai.

## Vereinigte Staaten

Vietnam Veterans Memorial
in Washington, D.C.

Nach dem Ersten Weltkrieg erfreute sich die in vielfältiger Kopie verbreitete Denkmalsskulptur „The Spirit of the American Doughboy“ einer hohen Popularität.
Das Soldatenmotiv des United States Marine Corps War Memorial von 1954 auf dem Nationalfriedhof Arlington beruht auf der von dem Kriegsberichterstatter Joe Rosenthal 1945 während der Kampfhandlungen auf der Pazifikinsel Iwojima gemachten Aufnahme Raising the Flag on Iwo Jima. Es zeigt die Hissung der amerikanischen Flagge auf dem Suribachi, der höchsten Erhebung der Insel. Die Szene war nicht, wie oft behauptet wird, nachgestellt, was die gleichzeitig gemachten Filmaufnahmen eines anderen Kriegsberichterstatters belegen. Jedoch handelte es sich um die zweite Flaggenhissung auf Suribachi, in der die zuerst gehisste Flagge durch eine größere (und daher besser sichtbare) ersetzt wurde. Das dem Foto nachempfundene überlebensgroße Denkmal verdichtet die Komposition der Figurengruppe nochmals und steht deutlich in der Tradition der Heldenverehrung.
Dagegen hat das Vietnam Veterans Memorial in Washington, D.C. einen deutlichen Mahnmalcharakter. Das von der Architekturstudentin Maya Ying Lin entworfene Denkmal geht auf die Initiative des Vietnamveteranen Jan Scruggs zurück und wurde 1982 eingeweiht. Eine Wand aus schwarzem polierten Marmor listet in der Reihenfolge des Todes oder der Vermisstenmeldung kommentarlos über 58.000 Namen auf. Der anklagende Charakter rief Kontroversen hervor, die zu weiteren gestalterischen Ergänzungen führten.

## Russland
- In Russland ist Poklonnaja Gora in Moskau der zentrale Gedenkort für den Großen Vaterländischen Krieg der Sowjetunion 1941–1945. Die Mutter Heimat Statue in Wolgograd erinnert an die Schlacht von Stalingrad 1942/43.

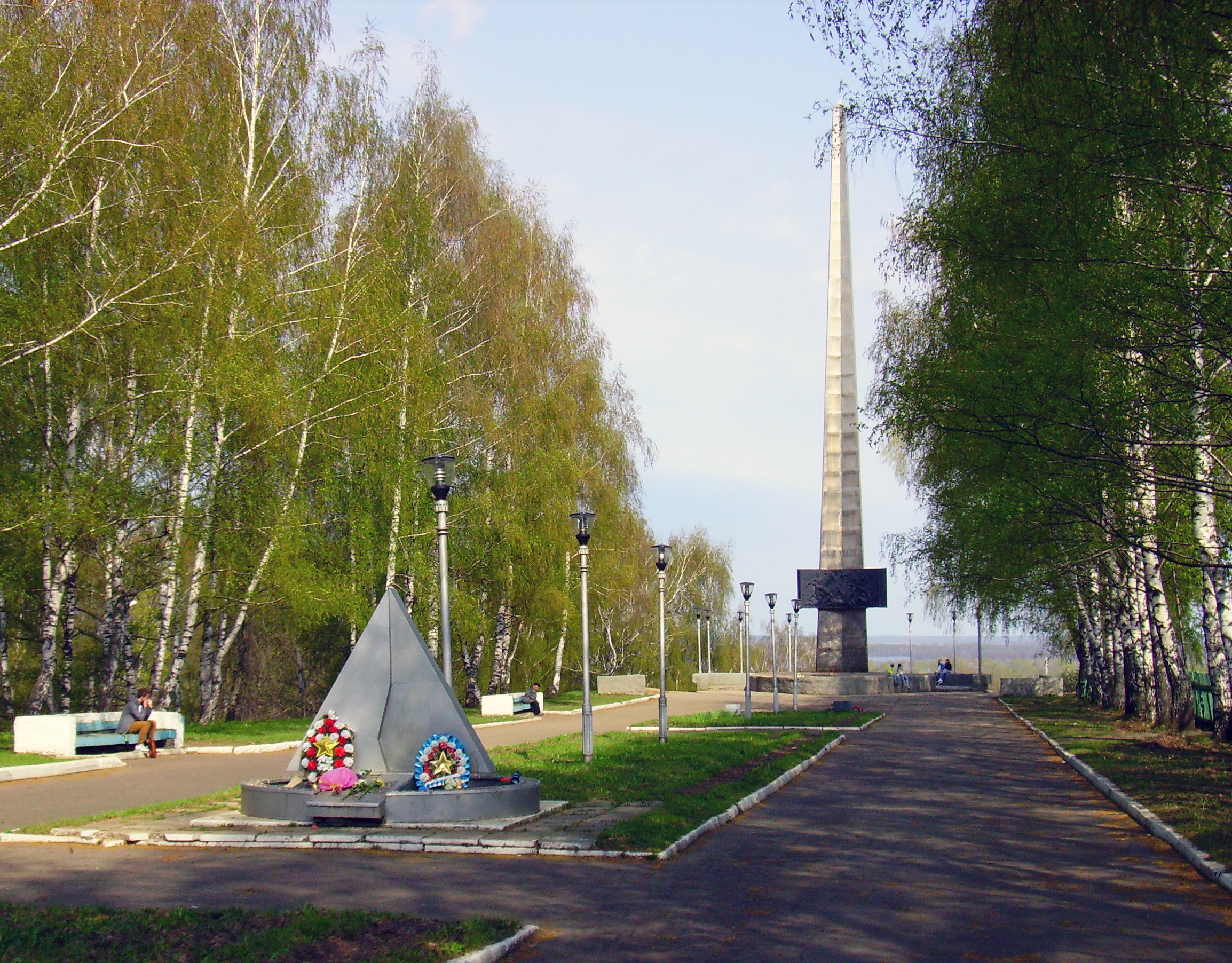
Denkmal für die in Afghanistan gefallenen Soldaten der Sowjetunion

## Andere Länder

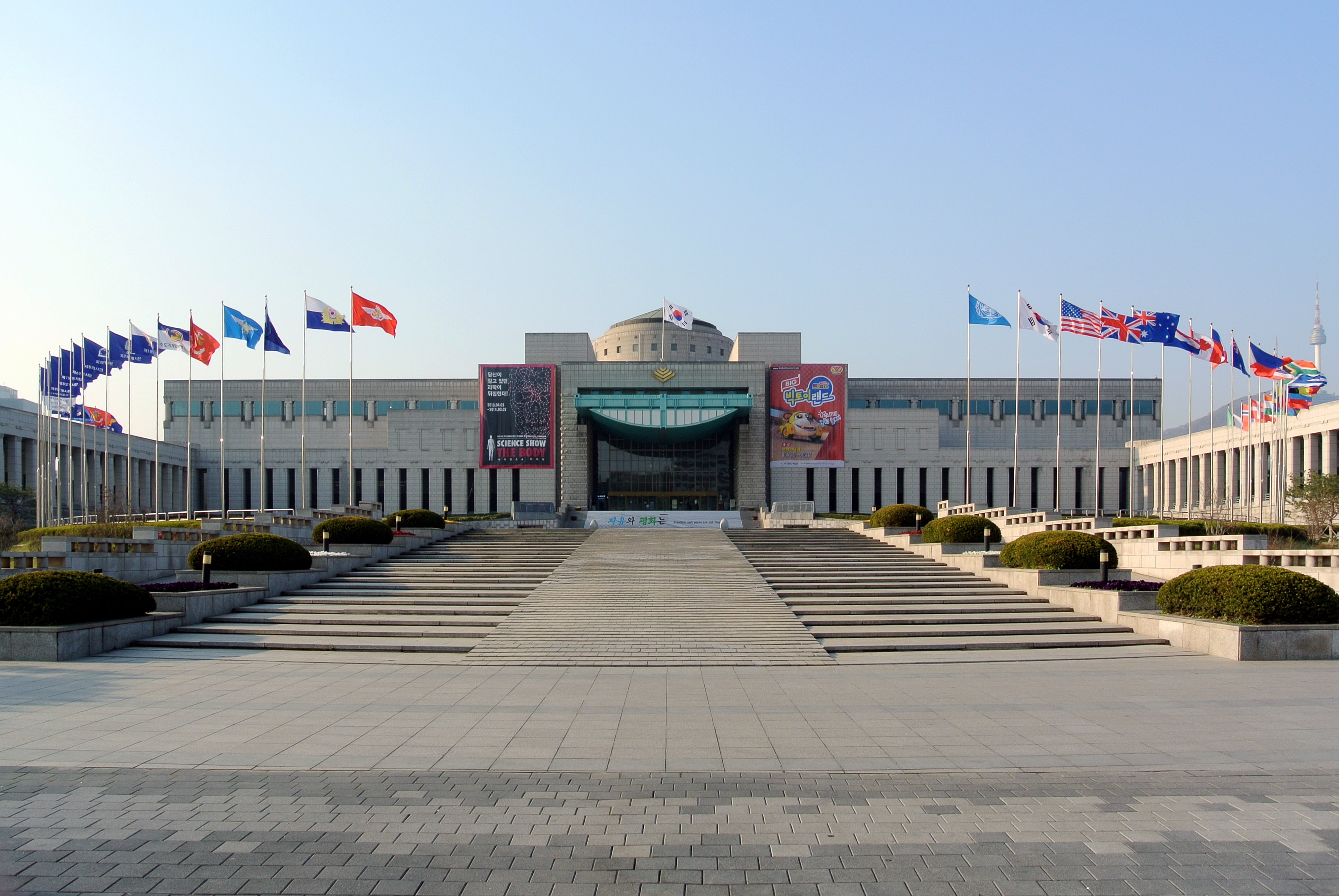
Koreakrieg-Denkmal in Seoul

Neben Frankreich und Deutschland sind Länder wie Großbritannien, Italien und Staaten auf dem Gebiet der früheren Donaumonarchie (Österreich, Tschechien, Slowakei, Ungarn) sowie die Nachfolgestaaten Jugoslawiens zu nennen. Auch dort findet man heute noch weithin Kriegerdenkmäler für den Ersten Weltkrieg – vor allem im ländlichen Bereich. Im Königreich Jugoslawien werden die Monumente des kroatischen Bildhauers Ivan Meštrović programmatisch, die einen klassischen Bezug zeigen.
Im ehemaligen Jugoslawien sind insbesondere noch die Denkmäler des sogenannten antifaschistischen Befreiungskrieges der kommunistisch geführten Partisanenverbände von Josip Broz Tito zu nennen. Hauptvertreter der oft als Skulpturenpark angelegten weitläufigen Anlagen, die international große Beachtung fanden, ist der Bildhauer und Architekt Bogdan Bogdanović.
- Denkmal des Unbekannten Soldaten auf der Avala von Ivan Meštrović bei Belgrad.

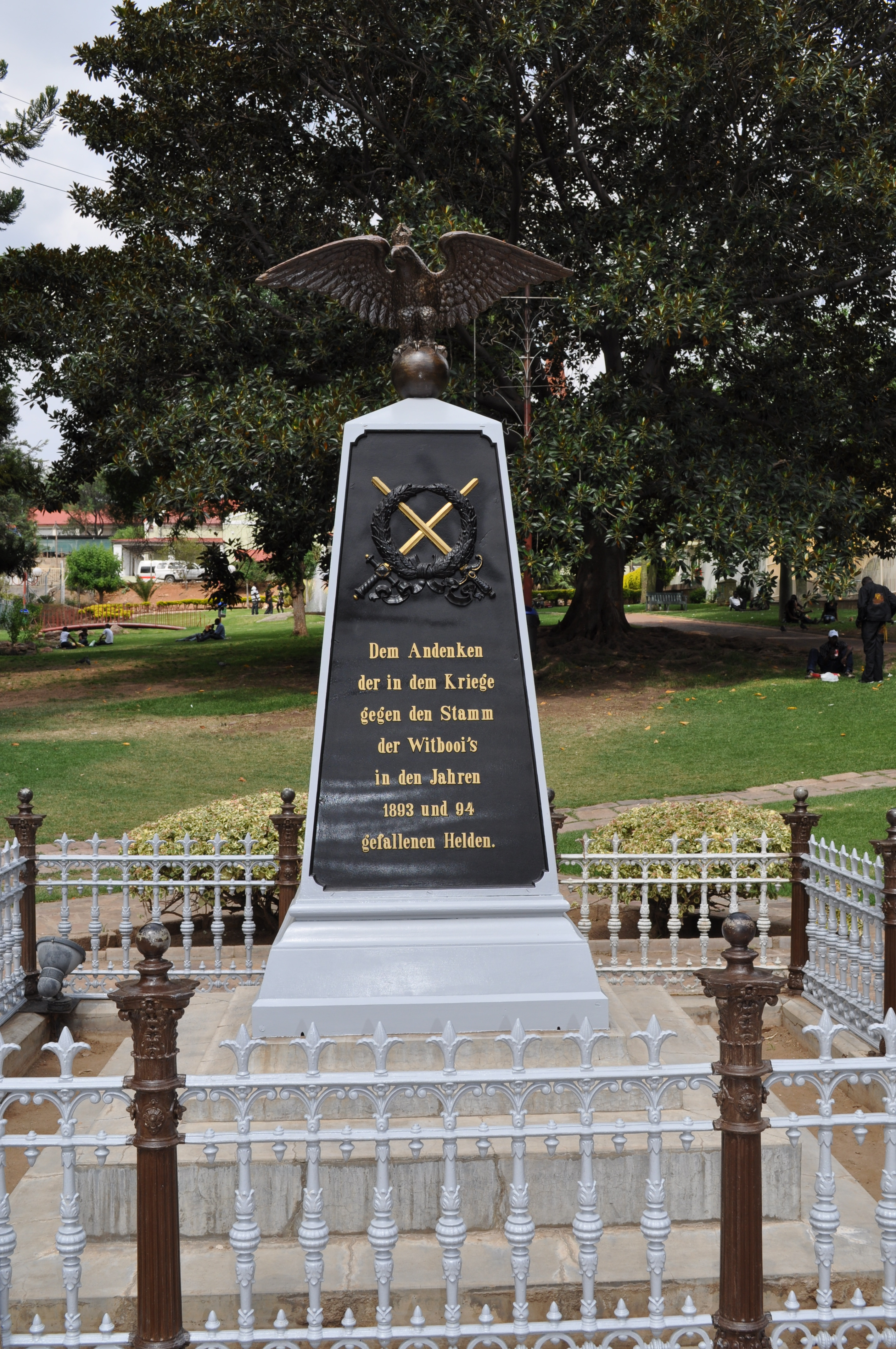
Kriegerdenkmal im Zoo Park von 1897

- Kriegerdenkmal im Zoo Park von 1897Statue des Pobednik (dt. Der Sieger) auf dem Kalemegdan in Belgrad zur Erinnerung an die Balkankriege und den Ersten Weltkrieg.
- Für die Toten des Spanischen Bürgerkrieges (1936–1939) wurden ebenfalls Kriegerdenkmäler errichtet – allerdings nur für die auf der „richtigen“, der Franco-Seite Gefallenen. Herausragend die gigantische Anlage im »Valle de los Caídos« mit unterirdischer Grabkirche für Generalisimo Francisco Franco.
- Portugal, siehe Monumento aos Heróis da Guerra Peninsular in Lissabon und in Porto.
- In Japan existieren diverse Gokoku-Schreine, d. h. Shintō-Schreine zur Verehrung der in den japanischen Kriegen seit der Moderne gefallenen Soldaten als Kami (Gottheiten im Shintō). Der wohl bekannteste von ihnen ist der Yasukuni-Schrein in Tokio.